# Казахстанско-российская граница
Казахстанско-российская граница — современная государственная граница между Республикой Казахстан и Российской Федерацией, ранее административно-территориальная граница между Казахской ССР и РСФСР.
Госграница приобрела современные очертания в 1920-30-е годы. Межгосударственный статус имеет после распада СССР в 1991 году. При этом по обеим сторонам границы проживают казахи, русские, немцы, татары, поляки и другие. Это самая длинная в мире непрерывная сухопутная граница между двумя странами — 7598,8 км (граница Канады и США имеет длину 8891 км, но она имеет разрыв между Аляской и континентальными штатами США).

## География
Граница унаследовала своё расположение от границы между Казахской ССР и РСФСР. Протяжённость сухопутной границы — 7598,8 км. Российско-казахстанская граница практически полностью сухопутна (в том числе 5936,1 км собственно по суше, 1516,7 км речной границы, 60 км озёрной границы). Протяжённость морской границы — 85,8 км.
Делимитация границы завершилась в 2005 году. Демаркационные работы ведутся в настоящее время, в данный момент они завершены в местах пересечения границы основными транспортными магистралями.
Несмотря на вступление Казахстана и России в такие экономические организации как Таможенный союз и ЕврАзЭС, в целях безопасности граница остаётся контролируемой и охраняемой. Пересечение границы разрешено только в пунктах пропуска, число которых ограничено. Обязательна процедура паспортного контроля.
 Регионы России, граничащие с Казахстаном:
- Астраханская область
- Волгоградская область
- Саратовская область
- Самарская область (граничит только в одной точке)
- Оренбургская область
- Челябинская область
- Курганская область
- Тюменская область
- Омская область
- Новосибирская область
- Алтайский край
- Республика Алтай

 Регионы Казахстана, граничащие с Российской Федерацией:
- Абайская область
- Атырауская область
- Западно-Казахстанская область
- Актюбинская область
- Костанайская область
- Северо-Казахстанская область
- Павлодарская область
- Восточно-Казахстанская область

## Пункты пропуска
На границе России и Казахстана расположен 51 пункт пропуска. Из них 20 железнодорожных пунктов пропуска.
| Пункт пропуска (Казахстан) | Местоположение                 | Сопредельный пункт пропуска (Россия) | Местоположение        | Характеристика                                 |
| Аксу                       | Костанайская область           | Карталы (Бускуль, Аксу)              | Челябинская область   | грузо-пассажирский, постоянный, многосторонний |
| Ауыл                       | Абайская область               | Локоть                               | Алтайский край        | грузо-пассажирский, постоянный, многосторонний |
| Бускуль                    | Костанайская область           | Карталы (Бускуль, Аксу)              | Челябинская область   | грузо-пассажирский, постоянный, многосторонний |
| Булаево                    | Северо-Казахстанская область   | Исилькуль                            | Омская область        | грузо-пассажирский, постоянный, многосторонний |
| Валиханово                 | Павлодарская область           | Черлак                               | Омская область        | грузо-пассажирский, постоянный, многосторонний |
| Курмангазы                 | Атырауская область             | Аксарайский                          | Астраханская область  | грузо-пассажирский, постоянный, многосторонний |
| Жайык                      | Западно-Казахстанская область  | Озинки                               | Саратовская область   | грузо-пассажирский, постоянный, многосторонний |
| Жаныбек                    | Западно-Казахстанская область  | Кайсацкое                            | Волгоградская область | грузо-пассажирский, постоянный, многосторонний |
| Жайсан                     | Актюбинская область            | Илецк-1                              | Оренбургская область  | грузо-пассажирский, постоянный, многосторонний |
| Жезкент                    | Абайская область               | Неверовская                          | Алтайский край        | грузо-пассажирский, постоянный                 |
| Кайрак                     | Костанайская область           | Троицк (Кайрак, Магнай)              | Челябинская область   | грузо-пассажирский, постоянный, многосторонний |
| Киргильда                  | Актюбинская область            | Орск                                 | Оренбургская область  | грузо-пассажирский, постоянный, многосторонний |
| Магнай                     | Костанайская область           | Троицк (Кайрак, Магнай)              | Челябинская область   | грузо-пассажирский, постоянный, многосторонний |
| Мамлютка                   | Северо-Казахстанская область   | Петухово                             | Курганская область    | грузо-пассажирский, постоянный, многосторонний |
| Мынкуль                    | Павлодарская область           | Карасук                              | Новосибирская область | грузо-пассажирский, постоянный, многосторонний |
| Пресногорьковская          | Костанайская область           | Зауралье                             | Курганская область    | грузо-пассажирский, постоянный, многосторонний |
| Сайхин                     | Западно-Казахстанская область  | Эльтон                               | Волгоградская область | грузо-пассажирский, постоянный, многосторонний |
| Шарбакты                   | Павлодарская область           | Кулунда                              | Алтайский край        | грузо-пассажирский, постоянный, многосторонний |
| Шемонаиха                  | Восточно-Казахстанская область | Третьяково                           | Алтайский край        | грузо-пассажирский, постоянный                 |
| Шынгырлау                  | Западно-Казахстанская область  | Илецк-1                              | Оренбургская область  | грузо-пассажирский, постоянный, многосторонний |

30 автомобильных пунктов пропуска.
| Пункт пропуска Казахстан | Местоположение                 | Сопредельный пункт пропуска Россия | Местоположение        | Характеристика                                 |
| Акбалшык                 | Костанайская область           | Воскресенское                      | Курганская область    | грузо-пассажирский, постоянный, многосторонний |
| Аксай                    | Западно-Казахстанская область  | Илек                               | Оренбургская область  | грузо-пассажирский, постоянный, многосторонний |
| Амангельды               | Павлодарская область           | Невольное                          | Омская область        | грузо-пассажирский, постоянный, двусторонний   |
| Алимбет                  | Актюбинская область            | Орск                               | Оренбургская область  | грузо-пассажирский, постоянный, многосторонний |
| Ауыл                     | Абайская область               | Весёлоярск                         | Алтайский край        | грузо-пассажирский, постоянный, многосторонний |
| Аят                      | Костанайская область           | Николаевка                         | Челябинская область   | грузо-пассажирский, постоянный, двусторонний   |
| Байтанат                 | Абайская область               | Топольное                          | Алтайский край        | грузо-пассажирский, постоянный, двусторонний   |
| Бидаик                   | Северо-Казахстанская область   | Одесское                           | Омская область        | грузо-пассажирский, постоянный, двусторонний   |
| Жайсан                   | Актюбинская область            | Сагарчин                           | Оренбургская область  | грузо-пассажирский, постоянный, многосторонний |
| Жана жол                 | Северо-Казахстанская область   | Петухово                           | Курганская область    | грузо-пассажирский, постоянный, многосторонний |
| Жаныбек                  | Западно-Казахстанская область  | Вишневка                           | Волгоградская область | грузо-пассажирский, постоянный, двусторонний   |
| Жезкент                  | Абайская область               | Горняк                             | Алтайский край        | грузо-пассажирский, постоянный, многосторонний |
| Желкуар                  | Костанайская область           | Мариинский                         | Челябинская область   | грузо-пассажирский, постоянный, двусторонний   |
| Кайрак                   | Костанайская область           | Бугристое                          | Челябинская область   | грузо-пассажирский, постоянный, многосторонний |
| Каракога                 | Северо-Казахстанская область   | Исилькуль                          | Омская область        | грузо-пассажирский, постоянный, многосторонний |
| Карашатау                | Актюбинская область            | Светлый                            | Оренбургская область  | грузо-пассажирский, постоянный, двусторонний   |
| Кондыбай                 | Костанайская область           | Комсомольский                      | Оренбургская область  | грузо-пассажирский, постоянный, двусторонний   |
| Косак                    | Павлодарская область           | Павловка                           | Новосибирская область | грузо-пассажирский, постоянный, многосторонний |
| Коянбай                  | Абайская область               | Малиновое Озеро                    | Алтайский край        | грузо-пассажирский, постоянный, двусторонний   |
| Курмангазы               | Атырауская область             | Караузек                           | Астраханская область  | грузо-пассажирский, постоянный, многосторонний |
| Кызыл Жар                | Северо-Казахстанская область   | Казанское                          | Тюменская область     | грузо-пассажирский, постоянный, многосторонний |
| Найза                    | Павлодарская область           | Павловка (Славгород)               | Алтайский край        | грузо-пассажирский, постоянный, двусторонний   |
| Орда                     | Западно-Казахстанская область  | Полынный                           | Волгоградская область | грузо-пассажирский, постоянный, двусторонний   |
| Сырым                    | Западно-Казахстанская область  | Маштаково                          | Оренбургская область  | грузо-пассажирский, постоянный, многосторонний |
| Таскала                  | Западно-Казахстанская область  | Озинки                             | Саратовская область   | грузо-пассажирский, постоянный, многосторонний |
| Убаган                   | Костанайская область           | Звериноголовское                   | Курганская область    | грузо-пассажирский, постоянный, двусторонний   |
| Уба                      | Восточно-Казахстанская область | Михайловка                         | Алтайский край        | грузо-пассажирский, постоянный, многосторонний |
| Урлютобе                 | Павлодарская область           | Ольховка                           | Омская область        | грузо-пассажирский, постоянный, многосторонний |
| Шаган                    | Западно-Казахстанская область  | Теплое                             | Оренбургская область  | грузо-пассажирский, постоянный, двусторонний   |
| Шарбакты                 | Павлодарская область           | Кулунда                            | Алтайский край        | грузо-пассажирский, постоянный, многосторонний |

1 речной пункт пропуска.
| Пункт пропуска Казахстан | Местоположение       | Сопредельный пункт пропуска Россия | Местоположение | Характеристика                             |
| Урлитобе                 | Павлодарская область | Черлак                             | Омская область | грузо-пассажирский, сезонный, двусторонний |

## Обмен территориями
После распада СССР посёлок Огнеупорный с преобладающим русским населением оказался на территории Карабалыкского района Костанайской области Казахстана. Все его жители имели гражданство России, все коммуникации были подведены со стороны России. Большинство жителей работают в Бускульском карьероуправлении, являющемся филиалом Магнитогорского металлургического комбината.
18 января 2005 года президенты России и Казахстана подписали межгосударственный договор о делимитации российско-казахстанской границы. 12 января 2006 года в Астане главы государств подписали Протокол об обмене грамотами о ратификации договора. В соответствии с договором, государственная граница была определена таким образом, что посёлок Огнеупорный вошёл в состав Челябинской области. Взамен Казахстану отошёл равновеликий участок степной зоны площадью 520 гектаров из земель Октябрьского района области (между сёлами Курским и Ивангородским Фёдоровского района Костанайской области).
13 февраля 2015 года главы Омской и Северо-Казахстанской областей предложили произвести обмен пограничными территориями.
23 февраля 2015 года пресс-секретарь МИД РК прокомментировал, что Россия не обращалась к Совместной казахстанско-российской комиссии по вопросам демаркации государственной границы с таким предложением к Казахстану.